# Potoče (Preddvor, Slovenija)
Potoče je naselje u slovenskoj Općini Preddvoru. Potoče se nalazi u pokrajini Gorenjskoj i statističkoj regiji Središnjoj Sloveniji. 

## Stanovništvo
Prema popisu stanovništva iz 2002. godine naselje je imalo 322 stanovnika.